# Qualifications des épreuves féminines de boxe aux Jeux olympiques d'été de 2012
Pour un article plus général, voir Qualifications des épreuves de boxe aux Jeux olympiques d'été de 2012.
Les qualifications des épreuves féminines de boxe aux Jeux olympiques d'été de 2012 sont divisées en 10 catégories de poids.

## Mode de qualifications
Pour la première fois admises aux Jeux olympiques, les boxeuses se sont qualifiées lors des championnats du monde 2012.

## Liste des qualifiées par catégorie

### Mouches (-51kg)
| Épreuves                           | Places | Qualifiés |
| ---------------------------------- | ------ | --- |
| Championnats du monde amateur 2012 | 9      | Maroua Rahali (TUN) Marlen Esparza (USA) Karlha Francesca Magliocco (VEN) Ren Cancan (CHN) Chungneijang Mery Kom Hmangte (IND) Karolina Michalczuk (POL) Elena Savelyeva (RUS) Siona Fernandes (NZL) Nicola Adams (GBR) |
| Pays organisateur/Invitations      | 3      | Stoyka Petrova (BUL) Kim Hye-song (PRK) Érica Matos (BRA) |

### Légers (-60kg)
| Épreuves                           | Places | Qualifiés |
| ---------------------------------- | ------ | --- |
| Championnats du monde amateur 2012 | 8      | Rim Jouini (TUN) Adriana Dos Santos Arujuo (BRA) Mavzuna Chorieva (TJK) Saida Khassenova (KAZ) Katie Taylor (IRL) Sofya Ochigava (RUS) Natasha Paula Jonas (GBR) Alexis Pritchard (NZL) |
| Pays organisateur/Invitations      | 4      | Mihaela Lăcătuş (ROU) Dong Cheng (CHN) Quanitta Underwood (USA) Mahjouba Oubtil (MAR)                                                                                                   |

### Moyens (-75kg)
| Épreuves                           | Places | Qualifiés |
| ---------------------------------- | ------ | --- |
| Championnats du monde amateur 2012 | 8      | Edith Agu Ogoke (NGR) Roseli Feitosa (BRA) Claressa Maria Shields (USA) Li Jinzi (CHN) Savannah Marshall (GBR) Elena Vystropova (AZE) Nadezda Torlopova (RUS) Naomi Fischer-Rasmussen (AUS) |
| Pays organisateur/Invitations      | 4      | Anna Laurell (SWE) Marina Volnova (KAZ) Mary Spencer (CAN) Elizabeth Andiego (KEN) |